# House of Commons
- SF: 7
- Ind.: 5
- Labour: 406
- SDLP: 2
- Plaid: 4
- Greens: 4
- SNP: 9
- LibDem: 72
- Alliance: 1
- Speaker: 1
- Unabh.: 6
- UUP: 1
- Cons.: 121
- DUP: 5
- TUV: 1
- Reform: 5

Das House of Commons (HoC), im Deutschen meist britisches Unterhaus genannt (offiziell: The Honourable the Commons of the United Kingdom of Great Britain and Northern Ireland in Parliament assembled; deutsch: „Die Ehrenwerten, im Parlament versammelten Gemeinen des Vereinigten Königreichs von Großbritannien und Nordirland“), ist die politisch entscheidende zweite Kammer des britischen Parlaments. Das Unterhaus bestimmt über Gesetzgebung und Staatshaushalt, die Regierung des Vereinigten Königreichs ist ihm gegenüber verantwortlich, und ein Premierminister bleibt nur so lange im Amt, wie er seine Unterstützung hat. Neben dem House of Commons gehören die Krone und das Oberhaus, das House of Lords, zum Parlament. Beide Kammern tagen im Palace of Westminster.
Dem Unterhaus gehören 650 Abgeordnete, die Members of Parliament (kurz MP), an. Die Mitglieder des Parlaments werden in ihren jeweiligen Wahlbezirken, den Constituencies, in relativer Mehrheitswahl bestimmt und bleiben bis zur Auflösung des Parlaments im Amt. Der Fixed-term Parliaments Act von 2011 legte eine Amtszeit von fünf Jahren fest. Eine vorzeitige Auflösung des Unterhauses war damit nur durch Parlamentsbeschluss mit Zweidrittelmehrheit oder ein Misstrauensvotum möglich. Seit Aufhebung des Fixed-term Parliaments Acts 2022 darf der Premierminister das Parlament wieder nach freiem Ermessen vorzeitig auflösen. Die Minister sind überwiegend gleichzeitig Abgeordnete des Unterhauses, ebenso seit 1963 alle Premierminister.
Als Ursprung des heutigen Unterhauses gilt De Montfort’s Parliament von 1264, ein Ratgebergremium des Königs, dem erstmals auch bürgerliche Vertreter angehörten. Zu einer eigenständigen Kammer des englischen Parlaments entwickelte es sich maßgeblich im 14. Jahrhundert aus der Versammlung der Vertreter der meist Handel treibenden Städte und hat seitdem ununterbrochen existiert. Im Unterhaus saßen zunächst nur englische Abgeordnete. Seit dem 16. Jahrhundert kamen walisische, seit dem Act of Union 1707 schottische und seit 1801 auch irische Mitglieder hinzu. Zu Beginn seiner Geschichte war das Unterhaus der am wenigsten bedeutende Teil des Parlaments. Ab dem 17. Jahrhundert jedoch, vor allem infolge des Englischen Bürgerkriegs und der Glorious Revolution, stieg es allmählich zum vorherrschenden Zweig der Legislative auf. Seine Kompetenzen gehen heute sowohl über die der Krone als auch über die des Oberhauses hinaus. Seit dem Parliament Act von 1911 kann das Oberhaus Gesetzesentwürfe des Unterhauses nicht mehr verwerfen, sondern nur noch ein aufschiebendes Veto gegen sie einlegen.

## Aufgabe
Das Unterhaus ist die vom Volk gewählte Parlamentskammer, der im Gesetzgebungsprozess gegenüber dem Oberhaus der Vorrang zukommt. Infolge des Westminster-Systems ist zudem der Chef der Regierung, der Premierminister, von der Unterstützung durch eine Mehrheit der im Unterhaus versammelten Abgeordneten abhängig.

### Legislative Funktionen

Grafische Darstellung des Gesetzgebungsverfahrens

Obwohl Gesetzesvorlagen (bills) sowohl im Unterhaus als auch im Oberhaus eingebracht werden können, nimmt ein großer Teil der Gesetze ihren Ursprung im House of Commons. Eingebracht werden die meisten Gesetze allerdings von der Regierung (government bill); solche, die von anderen Parlamentsmitgliedern stammen, sind strengen Terminplänen unterworfen und haben in der Regel wenig Aussicht auf Erfolg.
Die überragende Stellung des House of Commons auf dem Gebiet der Gesetzgebung wird durch mehrere Parlamentsgesetze (Parliament Acts) gesichert, nach der bestimmte Arten von Gesetzen direkt dem Monarchen zur Erteilung der königlichen Zustimmung (Royal Assent) vorgelegt werden dürfen, ohne dass es zuvor einer Zustimmung durch das House of Lords bedarf. Die Lords dürfen kein Finanzgesetz (money bill) verzögern, also keine Gesetzesvorlage, die nach Ansicht des Speakers des House of Commons die nationale Besteuerung oder die öffentlichen Einkünfte betrifft. Weiter dürfen die Lords die meisten anderen Gesetze, die im House of Commons eingebracht worden sind, zwar abändern und in der neuen Form wieder an die Commons zurückschicken, doch beharrt das Unterhaus auf seiner Version, darf das Oberhaus ein Gesetz für nicht länger als zwei Parlamentssitzungen beziehungsweise höchstens ein Jahr verzögern. Ein Gesetz, das bezweckt, die Legislaturperiode des Parlaments über fünf Jahre hinaus zu verlängern, benötigt indessen die Zustimmung des House of Lords.
Nach einer gewohnheitsrechtlichen Regelung, die älter als die Parlamentsgesetze ist, hat das House of Commons das Vorrecht bei allen Angelegenheiten, die Finanzfragen betreffen. Nur das House of Commons darf Gesetze einbringen, die die Besteuerung oder den Staatshaushalt (Supply) betreffen. Darüber hinaus sind Haushaltsgesetze, die im House of Commons verabschiedet wurden, immun gegen Änderungsvorschläge des House of Lords. Weiter darf das House of Lords ein Gesetz nicht in einer Weise ändern, nach der eine Besteuerung oder eine Klausel mit Bezug auf den Haushalt eingefügt wird. Das House of Commons verzichtet jedoch häufig auf sein Recht und erlaubt den Lords, Änderungen mit finanziellem Bezug vorzunehmen. Nach einer gesonderten Übereinkunft, der sogenannten Konvention von Salisbury, strebt das House of Lords nicht danach, sich Gesetzgebungsvorschlägen zu widersetzen, die von der Regierung in ihrem Wahlprogramm vorgeschlagen worden sind.

### Verhältnis zur Regierung
Obwohl das House of Commons nicht direkt den Premierminister wählt, wird dieser dennoch indirekt vom Unterhaus kontrolliert. Nach einer Übereinkunft ist der Premierminister dem House of Commons gegenüber verantwortlich und muss dessen Unterstützung behalten. Deshalb ernennt der Souverän, sobald das Amt des Premierministers frei wird, diejenige Person, die mit der höchsten Wahrscheinlichkeit die Unterstützung des Unterhauses innehat. Dies ist normalerweise der Führer der stärksten Partei im House of Commons. In der Gegenwart ist es praktisch schon eine Konvention, dass der Premierminister immer auch ein Abgeordneter im House of Commons ist und nicht ein Mitglied des House of Lords.
Das House of Commons kann dem Premierminister durch ein Misstrauensvotum die Unterstützung entziehen. Auch kann das Unterhaus die mangelnde Unterstützung dadurch anzeigen, dass es bei einer Vertrauensfrage die Regierung scheitern lässt. Auch viele andere Beschlüsse können als eine Frage des Vertrauens des Unterhauses in die Regierung interpretiert werden. So zum Beispiel wichtige Gesetzesvorhaben, die Teil des Regierungsprogramms sind, oder der jährliche Staatshaushalt. Fallen diese durch, kann davon ausgegangen werden, dass die Regierung nicht mehr über die notwendige Unterstützung im Unterhaus verfügt. Traditionell sah sich ein Premierminister dann gezwungen, entweder aus dem Amt zu scheiden oder den Monarchen aufzufordern, das Parlament aufzulösen. Die Auflösung führt dann zu vorgezogenen Allgemeinen Wahlen. Die Brexit-bezogenen Niederlagen der Regierungen May und Johnson haben aber gezeigt, dass auch Niederlagen in wichtigen Abstimmungen zunächst folgenlos bleiben können, sofern es keine alternativen Mehrheiten gibt.
Sofern die Partei des Premierministers bei einer Neuwahl die Mehrheit der Mandate im House of Commons behält, kann er im Amt bleiben. Auf der anderen Seite muss der Premierminister zurücktreten, wenn seine Partei die Mehrheit verloren hat. Danach ernennt der Monarch einen neuen Premierminister. Der Premierminister kann natürlich auch ohne Abstimmungsniederlage aus eigenen Stücken zurücktreten. In einem solchen Fall geht das Amt an den neuen Vorsitzenden seiner Partei.
In der Gegenwart sind die meisten Minister Angehörige des House of Commons, nicht des House of Lords. Nach einer Konvention mit Verfassungsrang müssen alle Minister entweder Mitglieder des House of Commons oder des House of Lords sein. Einige wenige wurden von außerhalb ernannt, doch in den meisten Fällen wurden sie kurz darauf Parlamentsmitglieder, entweder durch eine Nachwahl oder dadurch, dass sie eine Peerage erhielten, die sie zu einem Sitz im Oberhaus berechtigte. Seit 1902 waren alle Premierminister Abgeordnete des House of Commons. Die einzige Ausnahme bildete der Earl of Home, der jedoch auf seinen Titel verzichtete und als Sir Alec Douglas Home ins House of Commons gewählt wurde. Es ist für Angehörige des House of Lords nicht erlaubt, als Peers ins House of Commons gewählt zu werden. Sie dürfen jedoch auf ihren Oberhaussitz und Titel verzichten.
Zwischen 1982 und 2024 wurde keine wichtige Position im Kabinett von einem Lord besetzt. Ausnahmen bilden die Lordkanzler sowie die jeweiligen Führer des House of Lords. 1982 trat Lord Carrington als Außenminister zurück, 2024 wurde der ehemalige Premierminister David (Lord) Cameron zum Außenminister ernannt. Des Weiteren wurden einige Minister mittlerer Bedeutung wie Verteidigungsminister oder Entwicklungshilfeminister gelegentlich mit Peers besetzt. Der Umstand, dass die Mitgliedschaft im House of Commons durch Wahlen entschieden wird, anstatt durch Ernennung oder Geburtsrecht wie im House of Lords, wird als Faktor angesehen, der Ministern aus dem Unterhaus größere Legitimität verleiht. Der Premierminister wählt die Minister aus und kann entscheiden, sie nach seinem Willen jederzeit zu entlassen. Die förmliche Ernennung oder Entlassung geschieht jedoch durch den Monarchen.
Das House of Commons überwacht die Regierung durch „Fragestunden“ (Oral/Topical Questions to the …). Diese Fragestunden finden in fast jeder Sitzung des Hauses statt. Die einzelnen Minister haben je nach ihrer Wichtigkeit unterschiedliche viele Fragestunden. Der Premierminister muss sich an jedem Mittwoch den Fragen der Abgeordneten stellen (Prime Ministers Questions, PMQ), diese Befragung ist immer gegen 12 Uhr britischer Zeit und dauert etwas mehr als eine Dreiviertelstunde. Die Fragen müssen sich auf die Regierungstätigkeit des betreffenden Ministers beziehen, sie dürfen sich nicht auf dessen Tätigkeit als Parteiführer oder einfacher Abgeordneter beziehen. Nach der Gewohnheit stellen abwechselnd Angehörige der Regierungspartei und der Opposition die Fragen. Bei der Premierministerbefragung hat der Oppositionsführer allerdings sechs Fragen und der Führer der zweitgrößten Oppositionspartei zwei oder drei Fragen. Zusätzlich zu mündlichen Fragen während der Fragestunde können Abgeordnete auch schriftliche Fragen an die Regierung richten.
In der Praxis ist die Überwachung der Regierung durch das House of Commons sehr schwach. Wegen des Mehrheitswahlsystems verfügt die Regierungspartei gewöhnlich über eine große Mehrheit im Unterhaus. Deshalb besteht oft nur eine begrenzte Notwendigkeit, mit anderen Parteien Kompromisse einzugehen. Die politischen Parteien der Gegenwart in Großbritannien waren in der „Vor-Brexit-Zeit“ so straff organisiert, dass für ein eigenverantwortliches Tätigwerden der Abgeordneten wenig Raum blieb. Deshalb hat die Regierung im gesamten 20. Jahrhundert nur dreimal bei Vertrauensabstimmungen verloren – zweimal 1924 und einmal 1979. Häufig wird die Regierung jedoch durch Aufstände der Hinterbänkler gezwungen, deren Forderungen nachzugeben. Manchmal kommt es auch zu Abstimmungsniederlagen der Regierung wie beim Terrorism Act 2006 oder bei mehreren Abstimmungen im Zusammenhang mit dem Austritt aus der EU 2019.
Die starke Stellung der Regierung hängt jedoch davon ab, dass die Regierung tatsächlich von einer stabilen Parlamentsmehrheit unterstützt wird. So verlor die Regierung von Boris Johnson nach Amtsantritt im September 2019 sieben von sieben zentralen Abstimmungen im Brexit-Umfeld: Zunächst folgten einige Tory-Abgeordnete nicht der Regierungslinie und nach deren Ausschluss aus der Fraktion hatte Johnson auch formal keine Mehrheit mehr.
Das House of Commons behält technisch das Recht, Minister der Krone wegen Verbrechen anzuklagen. Derartige Anklagen werden im House of Lords verhandelt, wo eine einfache Mehrheit für eine Verurteilung genügt. Die Anklagebefugnis ist jedoch seit langem nicht mehr wahrgenommen worden und somit unüblich geworden. Das House of Commons übt die Kontrolle über die Regierung nunmehr mit anderen Mitteln aus, wie dem Misstrauensvotum. Die letzte Anklage war die gegen Henry Dundas, 1. Viscount Melville im Jahr 1806.

## Abgeordnete und Wahlen
Jeder Abgeordnete vertritt einen einzigen Wahlkreis. Vor den Reformen des 19. Jahrhunderts bestand nur ein geringer Zusammenhang zwischen den Wahlkreisen und der Bevölkerungsverteilung. Die Grafschaften und Städte mit ihren festgelegten Grenzen waren weitgehend gleichmäßig im Unterhaus durch jeweils zwei Vertreter repräsentiert. Die Reformen des 19. Jahrhunderts führten zu einer gleichmäßigeren Verteilung der Sitze. Dies begann mit der Reformakte von 1832. Die Reformen von 1885 ersetzten die meisten Wahlkreise mit zwei Abgeordneten durch solche mit nur noch einem Abgeordneten. Die letzten Wahlkreise mit zwei Abgeordneten wurden 1948 umgewandelt. Auch die Universitätswahlkreise, die den bedeutenden Universitäten von Oxford und Cambridge eine eigene Vertretung im Parlament gegeben hatten, wurden im selben Jahr abgeschafft. Seitdem wählt jeder Wahlkreis nur noch einen Abgeordneten ins Unterhaus. 

### Einteilung der Wahlkreise
Die Zahl der Wahlkreise (constituencies), die den jeweiligen vier Länder des Vereinigten Königreichs zustehen, ist eine Funktion der Zahl ihrer Wahlberechtigten. Dabei sind bestimmte Vorgaben zu berücksichtigen: Nordirland muss über 16 bis 18 Wahlkreise verfügen. Wales muss per Gesetz wenigstens 35 Abgeordnete ins Parlament entsenden. Für die Inseln (Isle of Wight, schottische Inseln usw.) gelten Sonderregeln bezüglich der Größe der Wahlkreise.
Die Wahlkreisgrenzen werden durch vier ständige und unabhängige Grenzkommissionen (Boundary Commissions) festgelegt, je eine für England, Wales, Schottland und Nordirland. Die Kommissionen überprüfen regelmäßig die Zahl der Wahlberechtigten in den Wahlkreisen und schlagen – gemäß der Entwicklung dieser Zahlen – Änderungen der Wahlkreisgrenzen vor. Beim Abstecken der Wahlkreisgrenzen berücksichtigen die Grenzkommissionen u. a. örtliche Verwaltungsgrenzen. Ihre Vorschläge unterliegen der Zustimmung des Parlaments, sie können jedoch von diesem nicht selbst abgeändert werden.
Die Maßgabe lautet, die Wahlkreise so zu umgrenzen, dass die Zahl der Wahlberechtigten bei der kommenden Wahl um nicht mehr als 5 % vom arithmetischen Mittel abweicht. Im Jahre 2016 waren es 74.769 Wahlberechtigte pro Wahlkreis, d. h., es sollen nicht weniger als 71.031 Wahlberechtigte und nicht mehr als 78.507 pro Wahlkreis sein. Von diesem Ziel ist man noch weit entfernt. Im Jahre 2015 bestanden große Abweichungen vom Ideal einer möglichst gleichen Zahl von Wahlberechtigten in den Wahlkreisen: Zum 1. Dezember 2015 zählte der Wahlkreis Arfon in Wales nur 38.083 Wahlberechtigte. Hingegen gab 2015 in den beiden größten Wahlkreisen (Ilford South und Bristol West) mehr als 91.000 Wahlberechtigte.
Das Vereinigte Königreich ist (Stand 2016) in 650 Wahlkreise eingeteilt, davon 533 in England, 40 in Wales, 59 in Schottland und 18 in Nordirland. Das Unterhaus beschloss, bis zur nächsten Wahl die Anzahl der Wahlkreise auf 600 zu verringern., was sich 2019 und 2024 noch nicht ausgewirkt hatte.

### Wahltermin und Durchführung der Wahl
Der Premierminister kann dem Monarchen jederzeit die Auflösung des Unterhauses und das Ausschreiben von Neuwahlen vorschlagen; nach den Grundsätzen der parlamentarischen Monarchie folgt der Monarch diesem Vorschlag praktisch immer, so dass sich der Premierminister im Ergebnis den Zeitpunkt der Parlamentsauflösung und damit den Zeitpunkt für Neuwahlen innerhalb eines Zeitraums von 5 Jahren selbst aussuchen kann, es sei denn, er wird vorab durch eine gescheiterte Vertrauensabstimmung dazu gezwungen. Nach Ablauf von fünf Jahren wird das Parlament automatisch aufgelöst. Zwischen 2011 und 2022 galt in Folge des Fixed-term Parliaments Act 2011, der unter der Koalitionsregierung unter Premier Cameron erlassen worden war, eine feste Wahldauer des Unterhauses von fünf Jahren. Diese Regelung wurde 2022 wieder aufgehoben, so dass heute wieder, wie vor 2011, der Premierminister ein freies Ermessen hinsichtlich der vorzeitigen Auflösung des Unterhauses besitzt. Nach Ablauf von fünf Jahren ab seiner ersten Sitzung erfolgt die Auflösung automatisch.
Jeder Kandidat muss Bewerbungsunterlagen einreichen, die von 10 registrierten Wählern seines Wahlkreises unterschrieben sind. Auch muss er 500 Pfund hinterlegen, die nur dann zurückgezahlt werden, wenn der Kandidat wenigstens 5 % der Stimmen seines Wahlkreises erzielt. Diese Kaution soll Scherzkandidaturen verhindern. Aus jedem Wahlkreis wird je ein Abgeordneter ins Unterhaus entsendet. Es gewinnt nach dem Mehrheitswahlprinzip derjenige Kandidat, der in seinem Wahlkreis die meisten Stimmen auf sich vereint. Die Stimmen der unterlegenen Kandidaten werden nicht weiter berücksichtigt. Minderjährige, Angehörige des Oberhauses, Strafgefangene und geschäftsunfähige Personen sind nicht passiv wahlberechtigt. Um zu wählen, muss man sowohl Einwohner des Vereinigten Königreichs als auch Staatsbürger desselben, eines britischen Überseegebiets, der Republik Irland oder eines Mitgliedsstaats des Commonwealth of Nations sein. Auch britische Bürger, die im Ausland leben, sind noch bis zu 15 Jahre nach dem Wegzug aus Großbritannien wahlberechtigt. Kein Wähler darf in mehr als einem Wahlkreis seine Stimme abgeben.

### Amtszeit der Abgeordneten
Nach der Wahl dient der Abgeordnete regelmäßig bis zur nächsten Auflösung des Parlaments (oder bis zu seinem Tod). Sofern ein Abgeordneter die nachstehenden Qualifikationen verliert, wird sein Sitz vakant. Es besteht auch die Möglichkeit, dass das House of Commons Abgeordnete ausschließt. Von dieser Möglichkeit wird jedoch nur in seltenen Ausnahmefällen, wie ernsthaftem Fehlverhalten oder strafbaren Tätigkeiten, Gebrauch gemacht. In solchen Fällen kann eine Vakanz durch eine Nachwahl in dem entsprechenden Wahlkreis beseitigt werden. Dabei wird das gleiche Wahlsystem angewandt wie bei den allgemeinen Wahlen.
Der Begriff „Member of Parliament“ bezieht sich nur auf die Angehörigen des ‚House of Commons‘, obwohl auch die Angehörigen des House of Lords Teil des Parlaments sind. Abgeordnete des ‚House of Commons‘ dürfen ihrem Namen die Abkürzung MP (Member of Parliament) nachstellen.

### Einkommen der Abgeordneten
Das Jahresgehalt jedes Unterhausabgeordneten beträgt seit April 2019 79.468 Pfund.
Dies sind umgerechnet ungefähr 95.000 Euro jährlich (bzw. knapp 8.000 Euro monatlich).
Dazu können zusätzliche Gehälter für Ämter kommen, die sie neben ihrem Mandat besitzen, z. B. für das Amt des Speaker (Parlamentspräsident). Die meisten Abgeordneten erhalten zwischen 100.000 Pfund und 150.000 Pfund für verschiedene Aufwendungen (Mitarbeiterkosten, Porto, Reisespesen etc.) sowie für den Unterhalt eines Zweitwohnsitzes in London, sofern sie sonst woanders wohnen.

### Wählbarkeit
Es gibt zahlreiche Voraussetzungen, die Kandidaten für ein Parlamentsmandat erfüllen müssen. Die Wichtigsten sind, dass ein Abgeordneter das 18. Lebensjahr vollendet haben sowie ein Bürger des Vereinigten Königreichs, eines Britischen Überseegebiets, der Republik Irland oder ein Angehöriger eines anderen Commonwealth-Staates sein muss. Diese Einschränkungen wurden durch die Britische Nationalitätsakte von 1981 (British Nationality Act) festgeschrieben. Vorher galten noch engere Voraussetzungen: Nach dem Act of Settlement von 1701 durften nur diejenigen kandidieren, die bereits mit ihrer Geburt britische Staatsbürger geworden waren.
Ferner dürfen Mitglieder des House of Lords nicht Mitglied des House of Commons sein (und auch nicht aktiv an Wahlen teilnehmen); der Besitz einer erblichen Peerage ohne Mitgliedschaft im House of Lords (die seit 1999 nicht mehr automatisch aus der erblichen Peerage folgt) disqualifiziert jedoch nicht.
Parlamentsabgeordnete werden aus dem House of Commons ausgeschlossen, wenn sie Einschränkungen aus persönlichem Bankrott (Bankruptcy Restrictions Order) unterliegen. Dies trifft für Abgeordnete aus England und Wales zu. Nordirische Abgeordnete werden ausgeschlossen, wenn sie für zahlungsunfähig erklärt wurden, und Schottische, sofern ihr Vermögen der Zwangsvollstreckung unterliegt. Auch Geisteskranken ist es verwehrt, im House of Commons zu sitzen. Nach dem Gesetz zur geistigen Gesundheit von 1959 müssen zwei Spezialisten gegenüber dem Unterhaussprecher erklären, dass der betroffene Abgeordnete an einer Geisteskrankheit leidet, bevor sein Mandat als vakant erklärt werden kann. Es gibt auch einen Präzedenzfall des Common Law aus dem 18. Jahrhundert, wonach die „Tauben und Stummen“ nicht im House of Commons sitzen dürfen. Über diesen Präzedenzfall ist in den letzten Jahren allerdings nicht mehr entschieden worden, und es erscheint höchst unwahrscheinlich, dass er von den Gerichten in einer hypothetischen Entscheidung aufrechterhalten werden würde.
Jeder, der des Hochverrats für schuldig befunden worden ist, darf bis zur vollen Verbüßung der Strafe nicht dem Parlament angehören, oder bis er von der Krone voll begnadigt wurde. Auch ist derjenige unwählbar, der eine Gefängnisstrafe von einem Jahr oder länger verbüßt. Zu guter Letzt dürfen diejenigen für 10 Jahre nicht kandidieren, die sich bestimmter wahlbezogener Straftaten gegen das Volksvertretungsgesetz (Representation of the People Act 1983) schuldig gemacht haben. Daneben gibt es noch weitere Disqualifikationstatbestände im House of Commons Disqualification Act 1975. Auch Inhaber hoher Ämter in der Justiz, Angehörige des öffentlichen Dienstes, Berufssoldaten und Mitglieder ausländischer Gesetzgebungsorgane (mit Ausnahme derer von Irland oder den Commonwealth-Staaten), sowie die Amtsinhaber verschiedener Kronämter sind nicht berechtigt, für das House of Commons zu kandidieren. Das Gesetz fasste weitgehend bereits zuvor getroffene gesetzliche Regeln zusammen. So waren mehrere Kronbeamte bereits seit dem Act of Settlement von 1707 ausgeschlossen. Obwohl Minister ebenfalls bezahlte Beamte der Krone sind, dürfen sie ihr Parlamentsmandat wahrnehmen.
Die Regel, wonach bestimmte Kronbeamte vom Dienst im House of Commons ausgeschlossen sind, wurde erlassen, um einen anderen Beschluss des House of Commons von 1623 zu umgehen, wonach Parlamentsabgeordneten nicht gestattet ist, zurückzutreten. Sollte nun heutzutage ein Abgeordneter den Wunsch verspüren, sein Amt niederzulegen, so kann er eine Ernennung zu einem von zwei Kronämtern beantragen. Dies sind die Ämter des Kronverwalters und Amtmanns des Landguts der Chiltern Hundreds sowie des Kronverwalters und Amtmanns des Manor of Northstead. Der Chancellor of the Exchequer ist für die Ernennung zuständig und ist durch die Tradition gebunden, ein solches Ersuchen niemals zurückzuweisen.

## Organisation

### Ämter

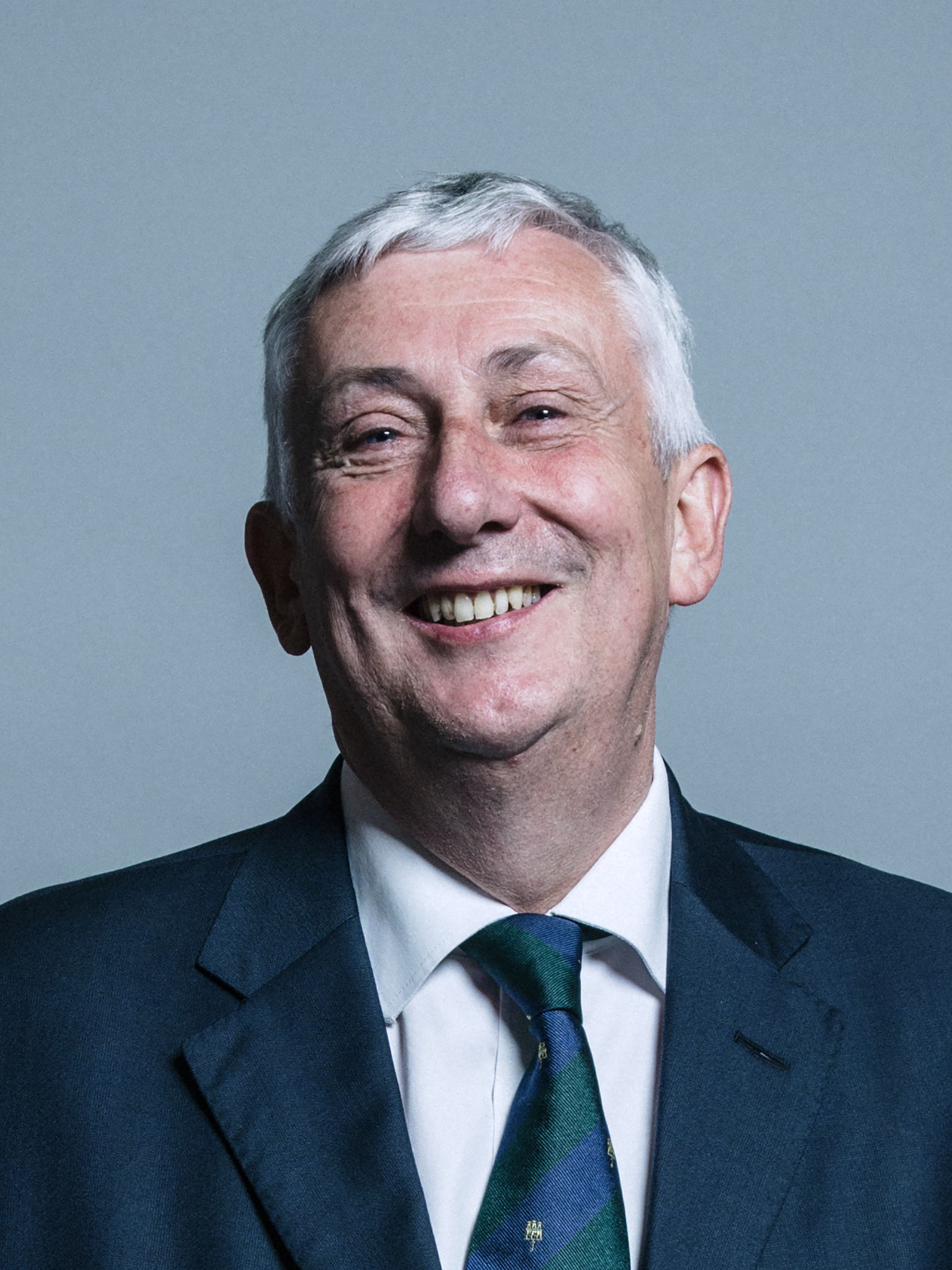
Lindsay Hoyle (Speaker seit 2019)

Das House of Commons wählt sich zu Beginn jeder Legislaturperiode einen Vorsitzenden, der als Speaker of the House of Commons bezeichnet wird. Sofern der Amtsinhaber aus der vorherigen Legislaturperiode kandidiert, kann das House of Commons ihn durch die Verabschiedung eines einfachen Antrags mit Mehrheit wiederwählen. Gegen einen amtierenden Parlamentssprecher werden bei den Unterhauswahlen von den großen Parteien in der Regel keine Gegenkandidaten aufgestellt. Neue Kandidaten werden durch geheime Wahl gewählt. Ein designierter Speaker tritt sein Amt an, sobald der Monarch dem zugestimmt hat (was nur eine Formalie ist). Der Unterhaussprecher wird von drei Stellvertretern unterstützt. Der höchstrangige Stellvertreter ist der Chairman of Ways and Means (Vorsitzende der Mittel und Wege). Die anderen beiden Stellvertreter werden erster und zweiter stellvertretender Vorsitzender der Mittel und Wege genannt. Diese Amtsbezeichnungen leiten sich vom Komitee der Mittel und Wege ab und waren ein Organ, das der Vorsitzende einst leitete. Das Komitee wurde 1967 abgeschafft, die traditionellen Titel werden weiterhin verwendet. Der Unterhaussprecher und die stellvertretenden Unterhaussprecher sind immer Abgeordnete des House of Commons.
Während der Unterhaussprecher die Sitzungen leitet, trägt er eine zeremonielle schwarze Robe. Er kann dabei auch eine Perücke tragen. Diese Tradition wurde jedoch seit der Amtszeit der Unterhaussprecherin Betty Boothroyd nicht weitergeführt.
Der Unterhaussprecher oder sein Stellvertreter leitet die Sitzung von einem erhöhten Stuhl an der Stirnseite des Versammlungsraums im Palace of Westminster.
Der Sprecher ist zugleich der Vorsitzende der Geschäftsordnungskommission (House of Commons Commission), die die Geschäftsführung des House of Commons übernimmt. Er kontrolliert weiterhin die Sitzungen, indem er Tagesordnungspunkte aufruft, das Wort erteilt und Abstimmungen leitet. Sofern ein Abgeordneter der Meinung ist, dass eine Regel der Geschäftsordnung verletzt wurde, kann er sich beim Unterhaussprecher beschweren. Daraufhin ergeht eine verbindliche Entscheidung des Sprechers, die nicht angefochten werden kann.
Der Unterhaussprecher kann Abgeordnete disziplinieren, die gegen die Geschäftsordnung verstoßen. Somit ist der Unterhaussprecher weit mächtiger als sein Gegenüber im House of Lords, der Lord Speaker. Letzterer hat überhaupt keine Disziplinargewalt. Gewöhnlich üben der Unterhaussprecher und seine Stellvertreter ihr Amt überparteilich aus. Sie treten aus ihrer Partei aus und nehmen nicht zu politischen Themen Stellung. Wenn sich der Sprecher um eine Wiederwahl bemüht, führt er keinen politischen Wahlkampf und die anderen größeren Parteien stellen in seinem Wahlkreis in der Regel keine Gegenkandidaten auf. Auch nach dem Ausscheiden aus dem House of Commons ist es üblich, überparteilich zu bleiben und sich nicht zu politischen Themen zu äußern.
Der Haussekretär (Clerk of the House) ist sowohl der Chefberater des Unterhauses in Verfahrensfragen als auch der oberste leitende Beamte. Er ist ein Berufsbeamter und selbst kein Abgeordneter. Der Haussekretär berät den Unterhaussprecher bei den Regeln und Verfahrensfragen des Unterhauses, unterschreibt Anweisungen und offizielle Kommuniqués, und er unterschreibt und unterstützt Gesetzentwürfe. Er ist der Vorsitzende der Geschäftsleitung (Board of Management), die aus den Abteilungsleitern der sechs Abteilungen des Unterhauses besteht. Der Stellvertreter des Haussekretärs wird als Assistent des Sekretärs (Clerk Assistant) bezeichnet. Ein weiterer Amtsinhaber ist der Sergeant-at-Arms, dessen Aufgaben die Aufrechterhaltung von Gesetzlichkeit, Ordnung und Sicherheit auf dem Parlamentsgelände beinhalten. Der Sergeant-at-Arms trägt einen zeremoniellen Streitkolben als Symbol für die Autorität der Krone und des House of Commons. Zu jeder Sitzungseröffnung schreitet er mit diesem Streitkolben dem Unterhaussprecher beim Betreten des House of Commons voran. Während der Sitzung ruht der Streitkolben auf der Tafel des House of Commons.

### Sitzungssaal
Wie das House of Lords tritt das House of Commons im Palace of Westminster in London zusammen. Der Sitzungssaal wirkt klein und bescheiden und ist in grünem Ton gehalten. Dagegen ist die Kammer der Lords in Rot gehalten und aufwändig ausgestattet. Es gibt zu beiden Seiten der Kammer Bänke, die von einem Mittelgang geteilt werden. Diese Ausstattung erinnert an diejenige der Sankt-Stephans-Kapelle, die bis zu ihrer Zerstörung durch einen Brand im Jahr 1834 als Sitzungssaal fungierte. Der Stuhl des Speakers befindet sich am Kopfende der Kammer. Davor befindet sich die Tafel des Hauses, auf die der zeremonielle Streitkolben gelegt wird. Die Sekretäre (Clerks) sitzen an der Tafel in der Nähe des Speakers, um ihn im Bedarfsfall bei Verfahrensfragen beraten zu können. Die Regierungsmitglieder sitzen auf den Bänken zur Rechten des Speakers und die Oppositionsabgeordneten auf den Bänken links des Speakers.
Vor den Bankreihen zu beiden Seiten befindet sich auf dem Teppich je eine rote Linie. Diese beiden roten Linien haben einen Abstand von zwei Schwertlängen zueinander. Einem Abgeordneten ist es während der Sitzung traditionell nicht erlaubt, diese Linie zu überschreiten. Dies soll verhindern, dass ein Abgeordneter den politischen Gegner auf der gegenüberliegenden Seite womöglich handgreiflich attackiert. Minister der Regierung und wichtige Oppositionsführer sitzen auf den vorderen Bänken und werden als Vorderbänkler (Frontbenchers) bezeichnet. Andere Parlamentsmitglieder werden Hinterbänkler (Backbenchers) genannt. Nicht alle Parlamentsabgeordneten finden gleichzeitig im House of Commons Platz: Sitze gibt es nur für 427 der 650 Abgeordneten. Abgeordnete, die verspätet eintreffen, müssen in der Nähe des Eingangs stehen, wenn sie den Debatten zuhören möchten. Sitzungen in der Kammer des Unterhauses finden jeden Tag von Montag bis Donnerstag statt, einige auch an Freitagen. Während Zeiten des nationalen Notstands kann das House of Commons auch an Samstagen zusammentreten.

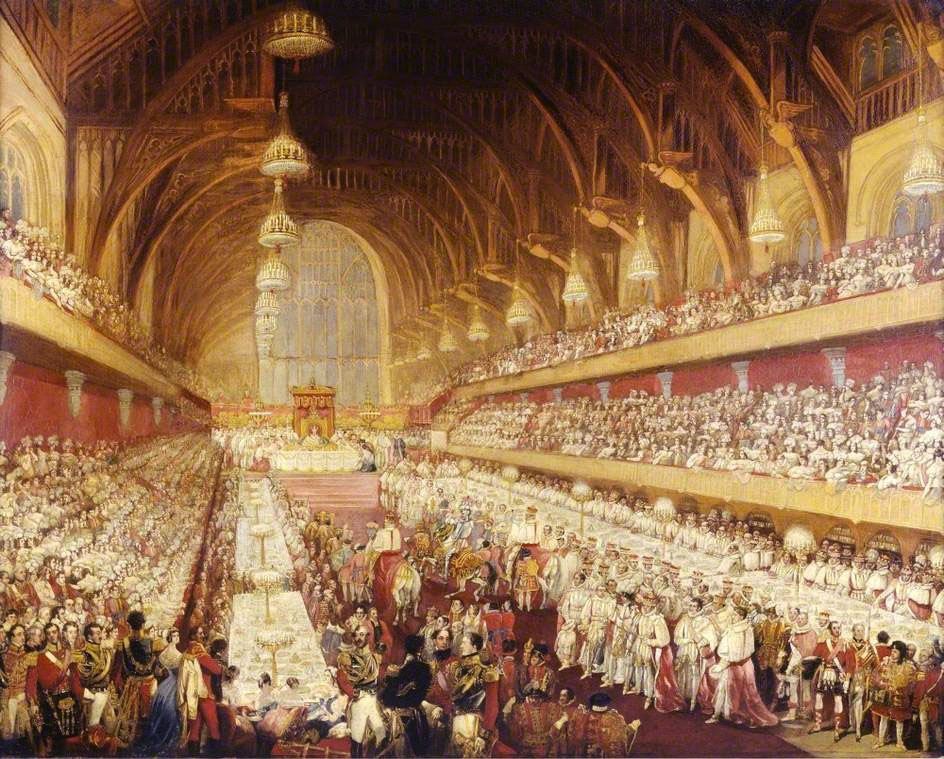
Westminster Hall

Das House of Commons tritt seit 1999 manchmal auch in der Westminster Hall zusammen; diese befindet sich ebenfalls im Palace of Westminster. Die Debatten in der Westminster Hall behandeln im Allgemeinen unstrittige oder überparteiliche Themen. Debatten, die später zu Abstimmungen führen, müssen weiterhin in der Hauptkammer abgehalten werden. Sitzungen in der Westminster Hall werden jeden Dienstag, Mittwoch und Donnerstag abgehalten. Sie bestehen aus einer Morgensitzung und einer Abendsitzung an jedem dieser Tage.

### Zutritt zu den Sitzungen
Sitzungen des House of Commons finden öffentlich statt. Das House of Commons kann jedoch jederzeit durch Abstimmung entscheiden, die Öffentlichkeit von der Sitzung auszuschließen. Der traditionelle Einwurf eines Abgeordneten, der eine Sitzung unter Ausschluss der Öffentlichkeit wünschte, lautete I spy strangers („ich erblicke Fremde“). Daran schloss sich dann automatisch eine entsprechende Abstimmung an. Diese Tradition wurde jedoch 1998 abgeschafft, da sie gewöhnlich benutzt wurde, um Debatten zu verzögern und zu unterbrechen. Seitdem müssen Abgeordnete, die einen Ausschluss der Öffentlichkeit wünschen, einen förmlichen Antrag stellen. Öffentliche Debatten werden über Radio und Fernsehen sowie per Livestream im Internet übertragen. Daneben werden sie schriftlich mitprotokolliert; das Protokoll nennt sich Hansard. Interessierte Bürger können den Debatten ohne vorherige Anmeldung in der Visitors’ Gallery (früher: Strangers’ Gallery) beiwohnen, der Zutritt erfolgt über den Besuchereingang am Cromwell Green.
Sitzungen des House of Commons wurden häufig von wütenden Protestierern unterbrochen, die Gegenstände von der Besuchergalerie oder anderen Galerien in die Kammer warfen. Beispiele für solche Gegenstände sind Flugblätter, Mist, Mehl sowie ein Kanister mit Tränengas. Selbst Abgeordnete haben gelegentlich Parlamentssitzungen gestört. So ergriff zum Beispiel im Jahr 1976 der Tory-Abgeordnete Michael Heseltine den Streitkolben und schwang ihn während einer hitzigen Debatte.
Die wohl berühmteste Störung einer Parlamentsdebatte wurde von König Karl I. verursacht, der im Jahr 1642 mit einer Abteilung Bewaffneter die Kammer betrat, um fünf Parlamentsabgeordnete der antimonarchischen Fraktion zu verhaften. Diese Aktion wurde als schwerer Bruch des Privilegs des Parlaments angesehen.
Seit 1642 ist es eine streng beachtete Gewohnheit, dass kein Monarch die Unterhauskammer mehr betritt. Aus der Handlung Karls I. erwuchs noch eine andere Tradition: die alljährliche Parlamentseröffnung in der Oberhauskammer, in deren Verlauf der Monarch in Gegenwart der Abgeordneten beider Kammern die Regierungserklärung verliest. Der Gentleman Usher of the Black Rod (ein Oberhausbeamter) ist verantwortlich dafür, das Unterhaus in die Oberhauskammer einzuberufen. Sobald er erscheint, um seine Einberufung zu überbringen, werden die Türen der Unterhauskammer vor ihm regelrecht zugeschlagen. Damit wird das Recht des Unterhauses symbolisiert, ohne Unterbrechung beraten zu dürfen. Erst nachdem der Gentleman Usher dreimal mit seinem Schwarzen Stab an die Tür gepocht hat, wird ihm Zutritt gewährt.

### Debatten und Abstimmungen
Während der Debatten dürfen die Abgeordneten erst das Wort ergreifen, nachdem es ihnen vom Speaker oder dem jeweils vorsitzenden Stellvertreter erteilt wurde. Aus Tradition erteilt der Speaker abwechselnd Mitgliedern der Regierung und der Opposition das Rederecht. Normalerweise werden dem Premierminister, dem Oppositionsführer sowie anderen Führern beider Lager Vorrang vor anderen Abgeordneten eingeräumt, wenn sich mehrere gleichzeitig zum Sprechen erheben. Bis 1998 wurde allen Kronräten (Privy Councillors) ein Vorrang eingeräumt; mit der Modernisierung des Verfahrensablaufs 1998 wurde dies geändert.
Die Redebeiträge richten sich förmlich an den Vorsitzenden, unter Verwendung der Einleitung „Mr Speaker“, „Madam Speaker“, „Mr Deputy Speaker“ oder „Madam Deputy Speaker“. Nur der jeweils Vorsitzende darf direkt in den Reden angesprochen werden. Auf andere Abgeordnete darf nur in der dritten Person Bezug genommen werden. Traditionellerweise geschieht dies nicht unter Verwendung des Namens des Abgeordneten, sondern durch Nennung seines jeweiligen Wahlkreises, z. B. „Der ehrenwerte Abgeordnete für (Wahlkreis)“. Der Unterhaussprecher setzt die Regeln durch; er kann Abgeordnete verwarnen und bestrafen, die von Regeln abweichen. Die Anweisungen des Speakers zu missachten, wird als schwerer Verstoß gegen die Hausregeln angesehen. Dies kann zum Sitzungsausschluss des Betreffenden führen, siehe Naming (parlamentarische Prozedur). Im Fall einer schwerwiegenden Unordnung kann der Speaker die Parlamentssitzung ohne Abstimmung vertagen.
Die Geschäftsordnung des House of Commons (Standing Orders of the House of Commons) sieht keine förmlichen zeitlichen Begrenzungen für die Debatten vor. Der Speaker kann jedoch einem Abgeordneten, der eine ermüdende Rede mit Wiederholungen hält, oder dessen Rede irrelevant ist, das Rederecht entziehen. Die Zeit, die für die Debatten über bestimmte Anträge vorgesehen ist, wird häufig durch informelle Absprachen zwischen den Parteien begrenzt.
Eine Debatte kann durch die Verabschiedung eines Zeitverteilungsantrags eingeschränkt werden. Solche Anträge werden auch Fallbeilanträge genannt (Guillotine Motions). Das Unterhaus kann eine Debatte auch sofort beenden, indem es einen Antrag auf Debattenschluss verabschiedet. Der Unterhaussprecher kann einen solchen Antrag verwerfen, wenn er der Ansicht ist, dass damit gegen Minderheitenrechte (Oppositionsrechte) verstoßen wird.
Wenn die Debatte zum Ende gelangt, oder wenn ein Debattenschluss beschlossen wurde, wird über den zur Debatte stehenden Antrag abgestimmt. Das Unterhaus stimmt zunächst mündlich ab (Voice vote): Der Unterhaussprecher verliest den Antrag, und die Abgeordneten antworten entweder zustimmend „Aye“ oder ablehnend „No“. Der Vorsitzende verkündet daraufhin das Ergebnis. Sofern jedoch die Einschätzung über den Ausgang von einem Abgeordneten angezweifelt wird, kommt es zu einer Abstimmung im Hammelsprungverfahren (Division). Der Vorsitzende kann die Anzweifelung jedoch zurückweisen, wenn er von der Eindeutigkeit des Voice Vote überzeugt ist. Sofern ein Hammelsprung durchgeführt wird, betreten die Abgeordneten die beiden Vorräume auf den jeweiligen Seiten der Unterhauskammer. Dort werden ihre Namen von Sekretären aufgenommen. In jedem Vorraum befinden sich zwei Berichterstatter (Tellers), die ebenfalls Abgeordnete sind. Die Berichterstatter zählen die Stimmen der Abgeordneten aus.
Sobald ein Hammelsprung beendet ist, geben die Berichterstatter die Ergebnisse an den Vorsitzenden weiter, der sie dann verkündet. Bei Stimmengleichstand hat der Vorsitzende selbst die entscheidende Stimme. Die Mindestanzahl des House of Commons für ein gültiges Votum durch Hammelsprung ist 40 Stimmen. Haben weniger als 40 Abgeordnete am Hammelsprung teilgenommen, so ist er ungültig. Wenn ein Abgeordneter während eines Hammelsprungs einen Antrag auf Wiederherstellung der Ordnung (Point of Order) stellen wollte, musste er einen bestimmten Hut tragen. Damit sollte angezeigt werden, dass sich sein Antrag nicht auf die laufende Debatte bezog. Auch diese Sitte wurde 1998 eingestellt.
Das Ergebnis der meisten Abstimmungen ist bereits zuvor bekannt, da die politischen Parteien von ihren Abgeordneten Fraktionsdisziplin erwarten und einfordern. In jeder Parlamentsfraktion gibt es bestimmte Abgeordnete, Whips (wörtlich: „Einpeitscher“), die die Abgeordneten der eigenen Fraktion zu einem gewünschten Abstimmungsverhalten bewegen sollen. Normalerweise stimmen Abgeordnete nicht entgegen dem Parteiwunsch ab, da sie sich somit den Weg zu höheren politischen Ämtern in ihren Parteien verstellen würden. Auch könnten Abweichler dadurch bestraft werden, dass sie bei zukünftigen Wahlen in ihren Wahlkreisen nicht mehr als offizielle Parteikandidaten aufgestellt werden. In schweren Fällen können sie auch direkt aus ihren Parteien ausgeschlossen werden, was aber sehr selten der Fall ist. Aufstände von Hinterbänklern, die mit der Linie der Parteiführung unzufrieden sind, kommen durchaus nicht selten vor. In einigen Fällen setzen Parteien den Fraktionszwang aus; dann dürfen ihre Abgeordneten nach eigenem Gutdünken abstimmen. Bei Abstimmungen über Gewissensfragen (wie zum Beispiel über Abtreibung oder die Todesstrafe) ist dies üblich.
Beifall und Zwischenrufe sind im House of Commons – anders als in den Parlamenten vieler anderer Länder – verboten. Es ist daher üblich, dass die Abgeordneten Reden mit Hear, hear (als Zustimmung), aye („ja“) oder no („nein“) kommentieren, was wie ein lautes Raunen der Menge erscheint.

### Ausschüsse
Das Parlament des Vereinigten Königreichs setzt zu verschiedenen Zwecken Ausschüsse ein. Ein gebräuchlicher Zweck ist die Überprüfung von Gesetzen. Ausschüsse beleuchten die Gesetze im Detail und können auch Änderungen vornehmen. Gesetze mit großer verfassungsrechtlicher Bedeutung sowie wichtige Finanzmaßnahmen werden gewöhnlich zum Ausschuss des Gesamten Hauses (Committee of the Whole House) gesandt, einem Organ, das, wie der Name suggeriert, alle Abgeordneten des House of Commons umfasst. Statt des Unterhaussprechers sitzt diesem Komitee der Vorsitzende oder der Stellvertretende Vorsitzende der Mittel und Wege vor. Dieser Ausschuss tritt in der Kammer des House of Commons zusammen.
Die meisten Gesetze werden von Ständigen Ausschüssen (Standing Committees) bearbeitet, die jeweils aus zwischen 16 und 50 Mitgliedern bestehen. Die Besetzung jedes Ständigen Ausschusses gibt in etwa die Kräfteverteilung der Parteien im ganzen House of Commons wieder. Obwohl „ständig“ auf Dauerhaftigkeit hindeutet, wechselt die Mitgliedschaft in den Ständigen Ausschüssen beständig. Neue Ausschussmitglieder werden jedes Mal neu zugeteilt, wenn der Ausschuss ein Gesetzesvorhaben bearbeitet. Es gibt keine formale Begrenzung der Zahl der Ständigen Ausschüsse. Gewöhnlich gibt es jedoch nicht mehr als zehn gleichzeitig. Sehr selten wird ein Gesetz einem Besonderen Ständigen Ausschuss vorgelegt. Ein solcher Ausschuss verhält sich sehr ähnlich einem gewöhnlichen Ständigen Ausschuss. Zusätzlich untersucht er jedoch umfassender die Angelegenheiten, die von einem Gesetz betroffen werden, und führt dazu auch Anhörungen durch.
Das House of Commons verfügt auch über mehrere Aufsichtsausschüsse (Departmental Select Committees). Die Mitgliedschaft in diesen Organen spiegelt ebenso wie die in den Ständigen Ausschüssen die Fraktionsstärke im House of Commons wider. Jeder Ausschuss wählt seinen eigenen Vorsitzenden. Die vorrangige Funktion der Aufsichtsausschüsse besteht darin, die Aktivitäten einer bestimmten Regierungsabteilung zu überwachen und zu untersuchen. Um diese Aufgabe zu erfüllen, darf er Anhörungen durchführen und Beweise zusammentragen. Auch Gesetze können den Aufsichtsausschüssen vorgelegt werden, doch ein solches Vorgehen wird selten gewählt.
Ein davon geschiedener Sonderausschuss ist der des Unterhausausschusses (Domestic Committee). Der Unterhausausschuss beaufsichtigt die Verwaltung des Unterhauses und die Dienste, die den Abgeordneten zuteilwerden. Andere Ausschüsse des House of Commons sind Gemeinsame Ausschüsse (Joint Committees), in denen auch Mitglieder des Oberhauses sitzen, sowie der Ausschuss für Standards und Privilegien (Committee on Standards and Privileges), der sich mit Fragen der parlamentarischen Vorrechte beschäftigt sowie tagt, wenn es um das Verhalten einzelner Abgeordneter geht. Daneben gibt es den Auswahlausschuss (Committee of Selection), der über die Mitgliedschaft in den anderen Ausschüssen bestimmt.

## Geschichte

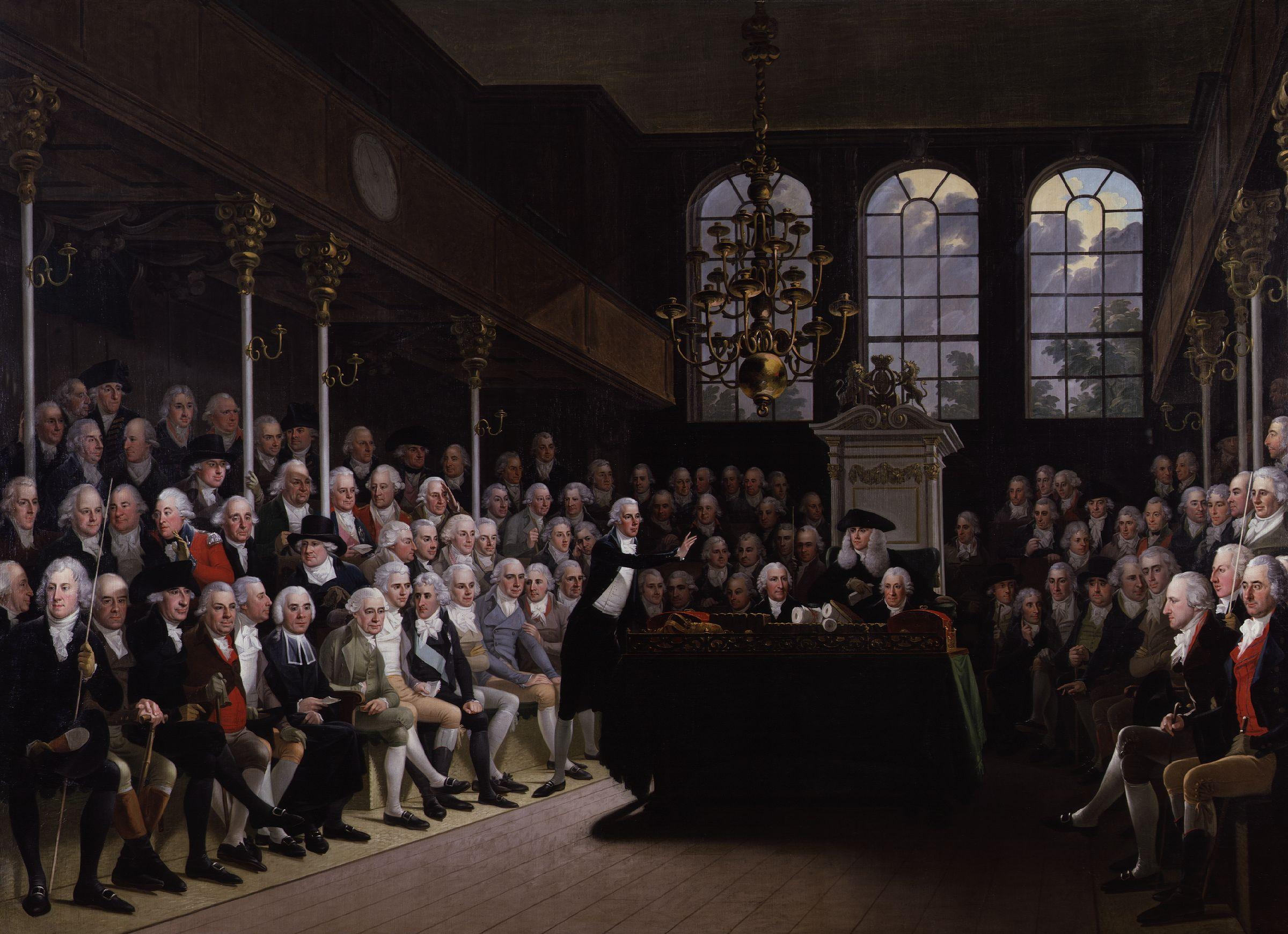
William Pitt der Jüngere bei einer Rede vor dem House of Commons, Gemälde von Anton Hickel

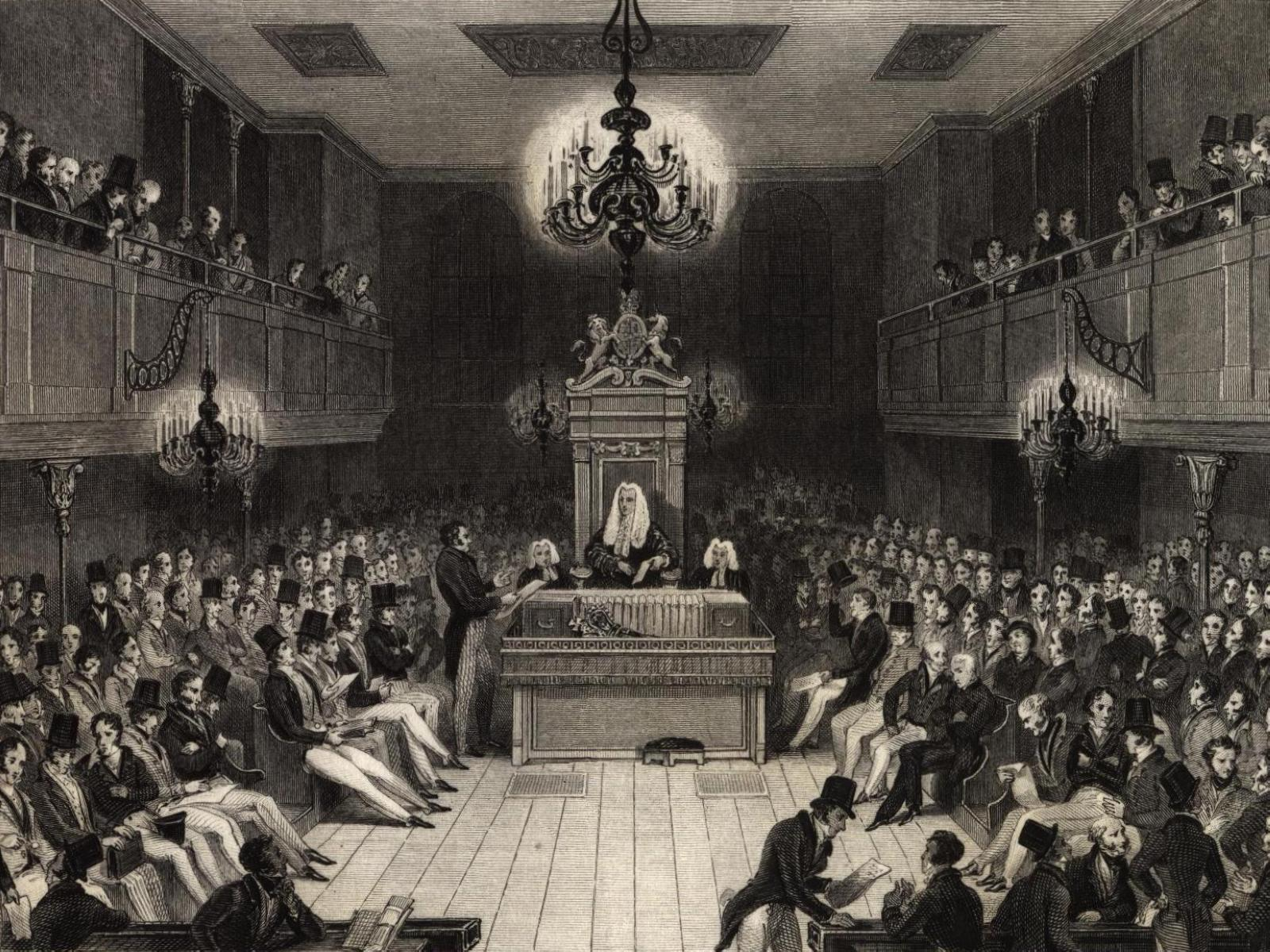
House of Commons, Zeichnung von 1834

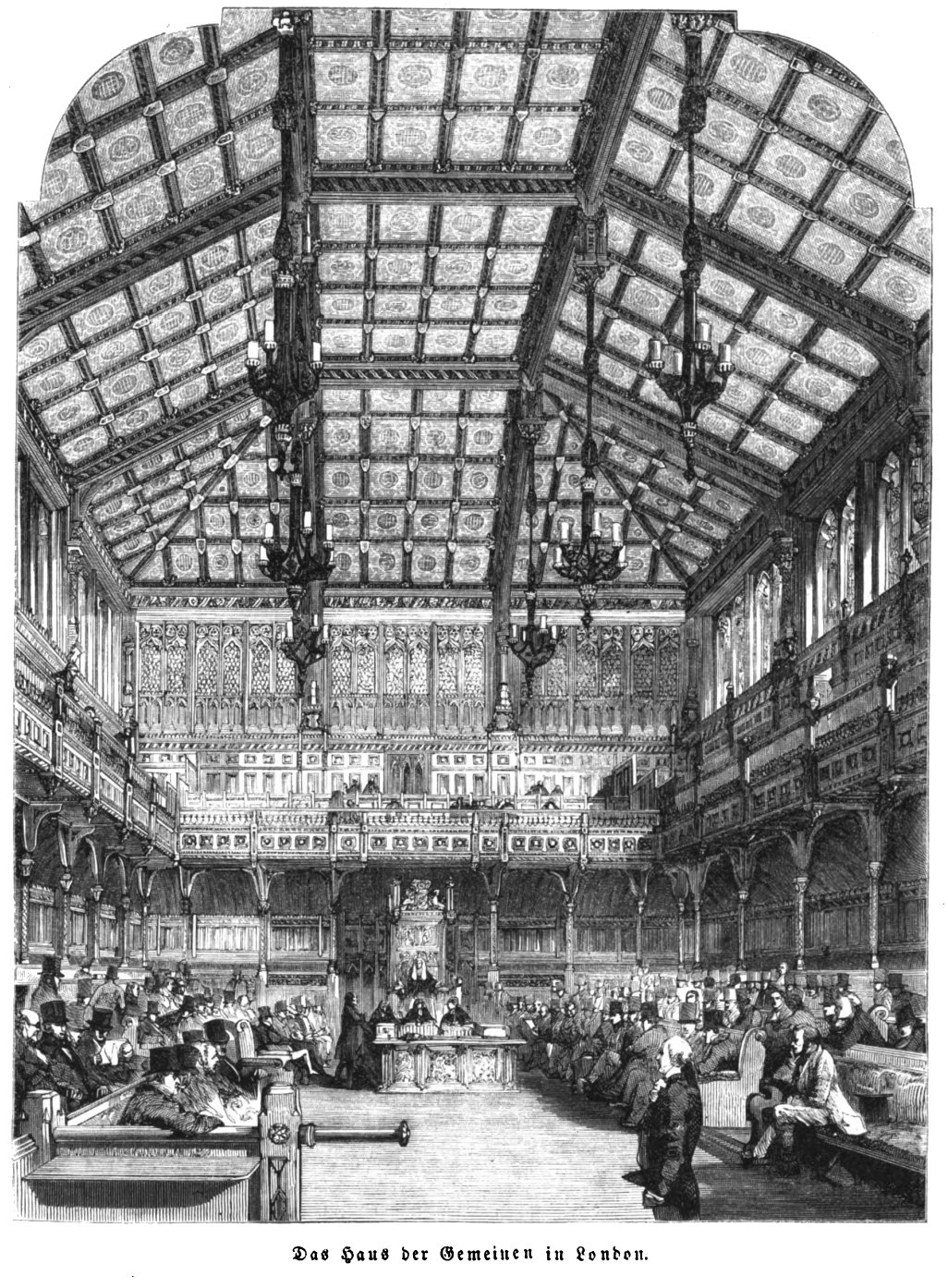
House of Commons, Illustration von 1854

### Entstehung und Entwicklung bis ins frühe 19. Jahrhundert
Das Parlament entwickelte sich aus dem königlichen Rat, der den König während des Mittelalters beriet. Dieser Rat, der immer für kurze Zeit zusammentrat, bestand aus Klerikern, Hochadligen (Peers) und niederadligen Vertretern der Grafschaften (counties), die als „Ritter der Grafschaft“ (Knight of the Shire) bezeichnet wurden. Die wichtigste Aufgabe des Rates war es, den durch die Krone vorgeschlagenen Steuern zuzustimmen. Oftmals verlangte der Rat jedoch, Beschwerden aus dem Volk abzuhelfen, bevor es zur Abstimmung über die Besteuerung ging. Daraus entwickelten sich die gesetzgeberischen Befugnisse.
Im Modellparlament von 1295 waren auch Vertreter der Boroughs, also der Landstädte und Städte, zugelassen. Damit wurde es Brauch, dass jede Grafschaft zwei Ritter (Knights of the Shire) entsandte und jede Stadt zwei Bürger (Burgesses). Zunächst waren die Vertreter der Städte fast vollkommen machtlos. Während die Vertretung der Grafschaften fest geregelt war, konnte der Monarch nach seinem Wohlgefallen den Städten das Wahlrecht verleihen oder wieder entziehen. Jedes sichtbare Bestreben nach Unabhängigkeit durch die Bürger hätte zum Ausschluss ihrer Stadt aus dem Parlament geführt. Die Ritter der Grafschaft waren in einer besseren Position, doch auch sie waren weniger mächtig als ihre hochadligen Mitabgeordneten im noch aus einer Kammer bestehenden Parlament. Die Aufteilung des Parlaments auf zwei Häuser geschah 1341 während der Herrschaft von Eduard III. Die Ritter und die Bürger bildeten das Unterhaus, während die Kleriker und die Hochadligen das Oberhaus (House of Lords) bildeten.
Obwohl es sowohl der Krone als auch den Lords untergeordnet blieb, handelte das Unterhaus mit zunehmender Kühnheit. Während des Guten Parlaments (1376) beklagte sich der Sprecher des Unterhauses, Sir Peter de la Mare über die drückende Steuerlast, verlangte eine Auflistung der königlichen Ausgaben und kritisierte den König für dessen Führung des Militärs. Das Unterhaus machte sich sogar daran, einige der königlichen Minister abzusetzen. Der tapfere Sprecher wurde inhaftiert, doch schon bald nach dem Tod König Eduards III. freigelassen. Während der Herrschaft des nächsten Monarchen, Richards II., begann das Unterhaus erneut, fehlgeleitete Minister der Krone abzusetzen. Es bestand darauf, nicht nur die Besteuerung, sondern auch die öffentlichen Ausgaben kontrollieren zu dürfen. Trotz dieser Zugewinne an Autorität blieb das Unterhaus dennoch weniger mächtig als das Oberhaus und die Krone.
Der Einfluss der Krone stieg durch die Bürgerkriege des späten 15. Jahrhunderts noch weiter an, während die Bedeutung des Hochadels zurückging. In den Folgejahren konnten die beiden Kammern des Parlaments nur geringe Befugnisse bewahren, und die absolute Vorherrschaft des Monarchen wurde erneuert. Im 16. Jahrhundert, unter der Tudor-Dynastie, nahm die Macht der Krone sogar noch zu. Andererseits gestand König Heinrich VIII. auf Betreiben seines leitenden Ministers Thomas Cromwell dem Parlament erstmals Mitspracherechte in Kirchen- und Verfassungsfragen zu, um die Trennung der englischen Kirche von Rom zu erreichen. Ab 1603, nach dem Herrschaftsantritt des Hauses Stuart, nahmen sowohl die absolutistischen Bestrebungen der Krone als auch das Selbstbewusstsein des Parlaments weiter zu. Unter den ersten beiden Stuart-Monarchen, Jakob I. und Karl I. geriet die Krone mit dem Unterhaus über Besteuerung, Religion und königliche Befugnisse zunehmend in Konflikt.
Unter Karl I. nahmen diese Auseinandersetzungen so grundsätzliche Formen an, dass sie erst durch den Englischen Bürgerkrieg entschieden werden konnten. Nach dem Sieg der Parlamentsarmee unter Oliver Cromwell wurde der König 1649 als Verräter verurteilt und enthauptet. Das Unterhaus schaffte Krone und Oberhaus ab und begründete für 11 Jahre die Englische Republik. Obwohl es in der Theorie oberstes Staatsorgan war, regierte Cromwell als Lordprotektor quasi diktatorisch. Daher kam es 1660, zwei Jahre nach seinem Tod, zur Restauration der Monarchie und des Oberhauses. König Karl II. musste dafür Zugeständnisse an das Unterhaus machen, denen sich sein Vater noch strikt verweigert hatte. Sein Bruder und Nachfolger Jakob II. wurde 1688 im Verlauf der Glorreichen Revolution für abgesetzt erklärt. Trotz weiterhin starker Machtbefugnisse mussten die nachfolgenden Könige darauf achten, Politik in Übereinstimmung mit der Parlamentsmehrheit des Unterhauses zu treiben.
Im 18. Jahrhundert bildete sich das Amt des Premierministers heraus. Bald setzte sich die moderne Auffassung durch, dass die Regierung nur so lange an der Macht verblieb, wie sie über die Unterstützung des Parlaments verfügte. Allerdings wurde die Unterstützung des Unterhauses für die Regierung erst später entscheidend. Auch der Brauch, dass der Premierminister aus dem Unterhaus kam, entwickelte sich erst später.
Das Unterhaus durchlief im 19. Jahrhundert eine wichtige Reformperiode. Die Krone hatte von ihrem Vorrecht, den Städten das Wahlrecht zu verleihen und zu entziehen, nur sehr unregelmäßig Gebrauch gemacht. Weiter hatten sich bei den Stadtvertretungen einige Anomalien entwickelt. So waren einige einst bedeutsame Städte in die Bedeutungslosigkeit abgeglitten, sogenannte rotten boroughs. Dennoch hatten sie ihr Recht bewahrt, zwei Vertreter ins Unterhaus zu entsenden. Das berüchtigtste Beispiel war Old Sarum, das nur über 11 Wahlberechtigte verfügte. Insgesamt gab es 46 Wahlkreise mit weniger als 50 Wählern, 19 weitere mit weniger als 100 Wählern und noch einmal 46 mit weniger als 200 Wählern. Zur gleichen Zeit verfügten große Städte wie Manchester über keine eigenen Vertreter, doch konnten ihre wahlberechtigten Einwohner in der entsprechenden Grafschaft abstimmen, in diesem Fall in Lancashire. Außerdem gab es sogenannte „Westentaschen-Boroughs“ (pocket boroughs) – kleine Wahlbezirke, die von einigen wohlhabenden Landbesitzern und Adligen kontrolliert wurden, deren Kandidaten ausnahmslos gewählt wurden. Auf diese Weise verfügten z. B. der jeweilige Duke of Norfolk über elf, der Earl of Lonsdale über neun Parlamentsmandate. Diese Mandate wurden an jüngere Söhne vergeben, konnten aber auch verkauft oder vermietet werden, z. B. für 1.000 £ pro Jahr.

### Reform Act von 1832
Das Unterhaus versuchte, diesen Anomalien im Jahr 1831 durch ein Reformgesetz abzuhelfen. Zunächst zeigte sich das Oberhaus nicht willens, das Gesetz zu verabschieden. Es wurde jedoch gezwungen nachzugeben, als Premierminister Charles Grey, 2. Earl Grey dem König Wilhelm IV. riet, eine Vielzahl von neuen Mitgliedern in das Oberhaus zu berufen, die dem Gesetz positiv gegenüberstanden. Bevor der König jedoch zur Tat schreiten konnte, verabschiedeten die Lords das Gesetz 1832. Das Reformgesetz von 1832 entzog den in Bedeutungslosigkeit verfallenen Städten das Wahlrecht, schuf gleichartige Wahlbedingungen in allen Städten und verlieh Städten mit vielen Einwohnern eine angemessene Vertretung. Es bewahrte jedoch viele der Westentaschen-Boroughs. In den folgenden Jahren beanspruchte das Unterhaus zunehmend Entscheidungsbefugnisse, während der Einfluss des Oberhauses durch die Krise im Zuge des Reformgesetzes gelitten hatte. Auch hatte die Macht der Patrone in den Westentaschen-Boroughs abgenommen. Die Lords zögerten nun immer häufiger, Gesetze zu verwerfen, die im Unterhaus mit großen Mehrheiten verabschiedet worden waren. Auch wurde es zu einer allgemein akzeptierten politischen Praxis, dass allein die Unterstützung des Unterhauses für ein Verbleiben des Premierministers im Amt genügte.

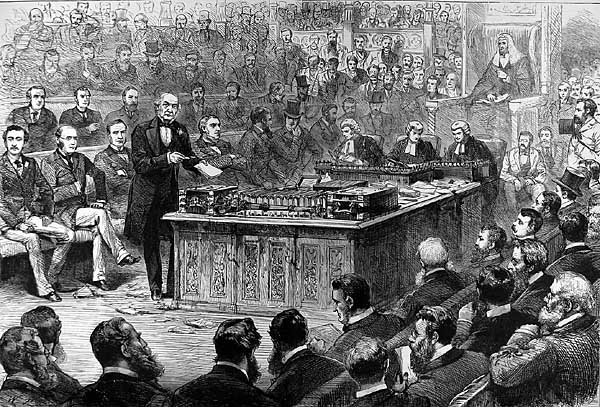
William Gladstone während einer Debatte im House of Commons am 8. April 1886

Viele weitere Reformen wurden während der zweiten Hälfte des 19. Jahrhunderts eingeführt. Die Reformakte von 1867 senkte die Eigentumsschwelle, ab der jemand in den Städten wahlberechtigt war, reduzierte die Zahl der Vertreter aus den weniger bevölkerten Städten und gewährte mehreren aufstrebenden Industriestädten neue Parlamentssitze. Die Wählerschaft wurde durch das Volksvertretungsgesetz von 1884 ausgeweitet, wodurch die erforderliche Eigentumsschwelle für das Wahlrecht in den Grafschaften gesenkt wurde. Das Sitzneuverteilungsgesetz des Folgejahres ersetzte beinahe alle Wahlkreise mit mehreren Vertretern durch Wahlkreise mit nur noch einem Vertreter.

### Parliament Act von 1911

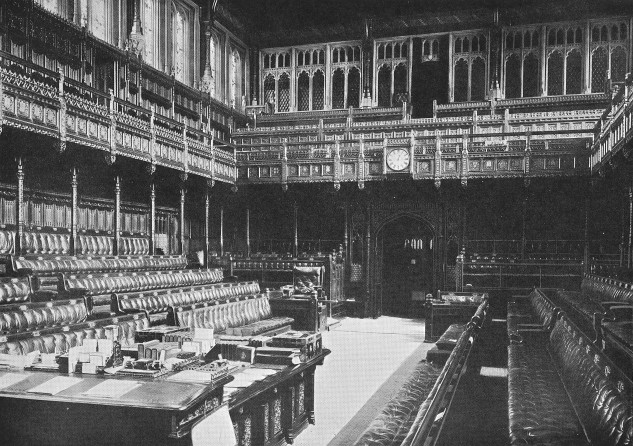
Kammer des House of Commons im Jahr 1851

Die nächste wichtige Phase in der Geschichte des Unterhauses kam im frühen 20. Jahrhundert. Die liberale Regierung unter der Führung von Herbert Henry Asquith führte 1908 eine Reihe von Programmen zur sozialen Wohlfahrt ein. Zusammen mit dem kostspieligen Wettrüsten mit Deutschland war die Regierung deshalb gezwungen, über Steuererhöhungen ihre Einnahmen zu erhöhen. Deshalb legte der Finanzminister David Lloyd George 1909 ein sogenanntes „Volksbudget“ vor, das höhere Steuern für vermögende Landbesitzer vorsah. Diese unpopuläre Maßnahme wurde jedoch im vorwiegend konservativen Oberhaus abgelehnt.
Im Wahlkampf für die Wahl vom 15. Januar / 10. Februar 1910 machten die Liberalen die Befugnisse des Oberhauses zu ihrem wichtigsten Wahlkampfthema und erreichten damit ihre Wiederwahl. Asquith schlug daraufhin vor, die Befugnisse des Oberhauses sehr einzuschränken. Das Gesetzgebungsverfahren wurde kurzzeitig durch den Tod von König Eduard VII. im Mai 1910 unterbrochen; es wurde bald darauf unter Georg V. fortgesetzt. Nach der Unterhauswahl im Dezember 1910 konnte die Regierung Asquith das Gesetz durchbringen, das die Befugnisse des Oberhauses beschnitt. Der Premierminister schlug mit Zustimmung des Monarchen vor, dass das Oberhaus mit der Schaffung von 500 liberalen Peers überflutet werden könnte, sofern es die Verabschiedung des Gesetzes verweigerte. Die gleiche Maßnahme hatte bereits die Verabschiedung der Reformakte von 1832 ermöglicht. Das Parlamentsgesetz von 1911 trat bald darauf in Kraft und beseitigte die legislative Gleichrangigkeit der zwei Kammern des Parlaments. Neu traten vom Unterhaus innerhalb von zwei Jahren in drei aufeinander folgenden Sitzungsperioden verabschiedete Gesetzesvorlagen auch dann in Kraft, wenn sie vom Oberhaus in drei Sitzungen abgelehnt worden waren. Mit dem Parlamentsgesetz von 1949 wurden diese Vorgaben auf ein Jahr beziehungsweise zwei Parlamentssitzungen weiter eingeschränkt. Mit der Verabschiedung dieser Gesetze ist das Unterhaus die mächtigere Kammer des Parlaments geworden.
Ursprünglich erhielten die Abgeordneten für ihr Amt kein Einkommen. Die meisten, die ins Unterhaus gewählt wurden, verfügten über private Einkünfte, während einige wenige von der finanziellen Unterstützung wohlhabender Patrone abhingen. Die frühen Abgeordneten der Labour Party bezogen oftmals Einkünfte aus einer Gewerkschaft, doch dies wurde durch eine Entscheidung des Oberhauses von 1910 verboten. Als Konsequenz wurde eine Klausel in die Parlamentsakte von 1911 eingefügt, die Diäten für die Abgeordneten einführte. Minister der Regierung waren bereits zuvor bezahlt worden.

### Wortherkunft
Das vom anglonormannischen commune abstammende mittelenglische Wort common oder commune bedeutete als Adjektiv „gemeinschaftlich, gemeinsam, gemein“, als Substantiv „Gemeinschaft, Gemeinwesen“ sowie (direkt vom Adjektiv ausgehend) „gemeines Volk, unterschieden von den Personen von Rang oder Würde“ beziehungsweise in der Mehrzahl „gemeine [nichtadelige, nichtgeistliche] Leute; Gesamtheit der Bürger einer Stadt; Gemeinschaft der freien Bürger, die gemeinsame Lasten tragen und gemeinsame Rechte ausüben; (daher) die Vertreter des dritten Standes im Parlament, das Unterhaus“. In originalem Anglonormannisch hat sich das Wort bis heute in der Floskel Soit baillé aux communes („soll an die Commons weitergeleitet werden“) erhalten, mit der eine Gesetzesvorlage versehen wird, die vom Oberhaus an das Unterhaus übermittelt werden soll.
Eine etwas andere Herleitung vertrat 1920 der Historiker Albert Pollard. Laut ihm soll commons zwar ebenfalls auf anglonormannisch communes zurückgehen, doch damit seien bürgerliche Vereinigungen oder aber die Grafschaften gemeint. Der Oxford English Dictionary, das historische Wörterbuch der englischen Sprache, kann die von Pollard verfochtene Wortbedeutung allerdings erst aus dem 19. und 20. Jahrhundert bezeugen, wogegen es die im vorangehenden Abschnitt angeführten Bedeutungen schon aus dem Spätmittelalter, mithin der Zeit der Konstituierung des House of Commons, nachweisen kann.